# Deaux
Deaux é uma comuna francesa na região administrativa da Occitânia, no departamento de Gard. Estende-se por uma área de 5.95 km², e possui 645 habitantes, segundo o censo de 2018, com uma densidade de 110 hab/km².